# Henk Vogels
Hendricus "Henk" Vogels (Perth, 31 de julho de 1973) é um ex-ciclista de estrada australiano. Competiu nos Jogos Olímpicos de 2000 em Sydney, representando seu país natal na prova de estrada. Vogels foi campeão nacional da Austrália em 1999.
Seu pai, Henk Vogels Sr, é um ex-ciclista australiano que competiu na perseguição por equipes nos Jogos Olímpicos de 1964 em Tóquio, no Japão.